# Chrysopogon whitei
Chrysopogon whitei là một loài ruồi trong họ Asilidae. Chrysopogon whitei được Hull miêu tả năm 1958. Loài này phân bố ở miền Australasia.